# Sátira menipeia
A sátira menipeia é uma forma de sátira escrita geralmente em prosa, com extensão e estrutura similar a de um romance, caracterizada pela crítica a atitudes mentais ao invés de indivíduos específicos. 

## Conceito
Teria sido criada por Menipo, escritor grego antigo cujas obras não restaram, mas foi principalmente mantida por Luciano de Samósata e Marco Terêncio Varrão. Outras características são as diferentes formas de paródia e crítica aos mitos da cultura tradicional.
O termo é geralmente utilizado por gramáticos clássicos e filólogos para diferenciar as sátiras em prosa, por oposição às sátiras em verso de Juvenal e imitadores. As atitudes mentais típicas ridicularizadas pelas sátiras menipeias são os "pedantes, os sectários, os excêntricos, os arrivistas, os moralistas, os entusiastas, os rapaces e os incompetentes, que são tratados como doenças do intelecto".
O termo se diferencia da sátira praticada anteriormente por Aristófanes, por exemplo, baseada em ataques pessoais. O gênero é importante para Bakhtin, que o considera uma das origens do romance polifônico. A sátira menipeia teria influenciado vários autores posteriores, como Rabelais, Erasmo de Roterdã e Voltaire, entre outros.

Segundo Paulo Bezerra,
"Na sátira menipeia, desaparecem todos os resquícios das barreiras hierárquica, social, etária, sexual, religiosa, ideológica, nacional, linguística etc.; (...) tudo é alvo de rebaixamento grosseiro e inversões ousadas, nas quais os momentos elevados do mundo aparecem às avessas, com uma faceta oposta àquela em que antes se manifestavam".